# Paszowice

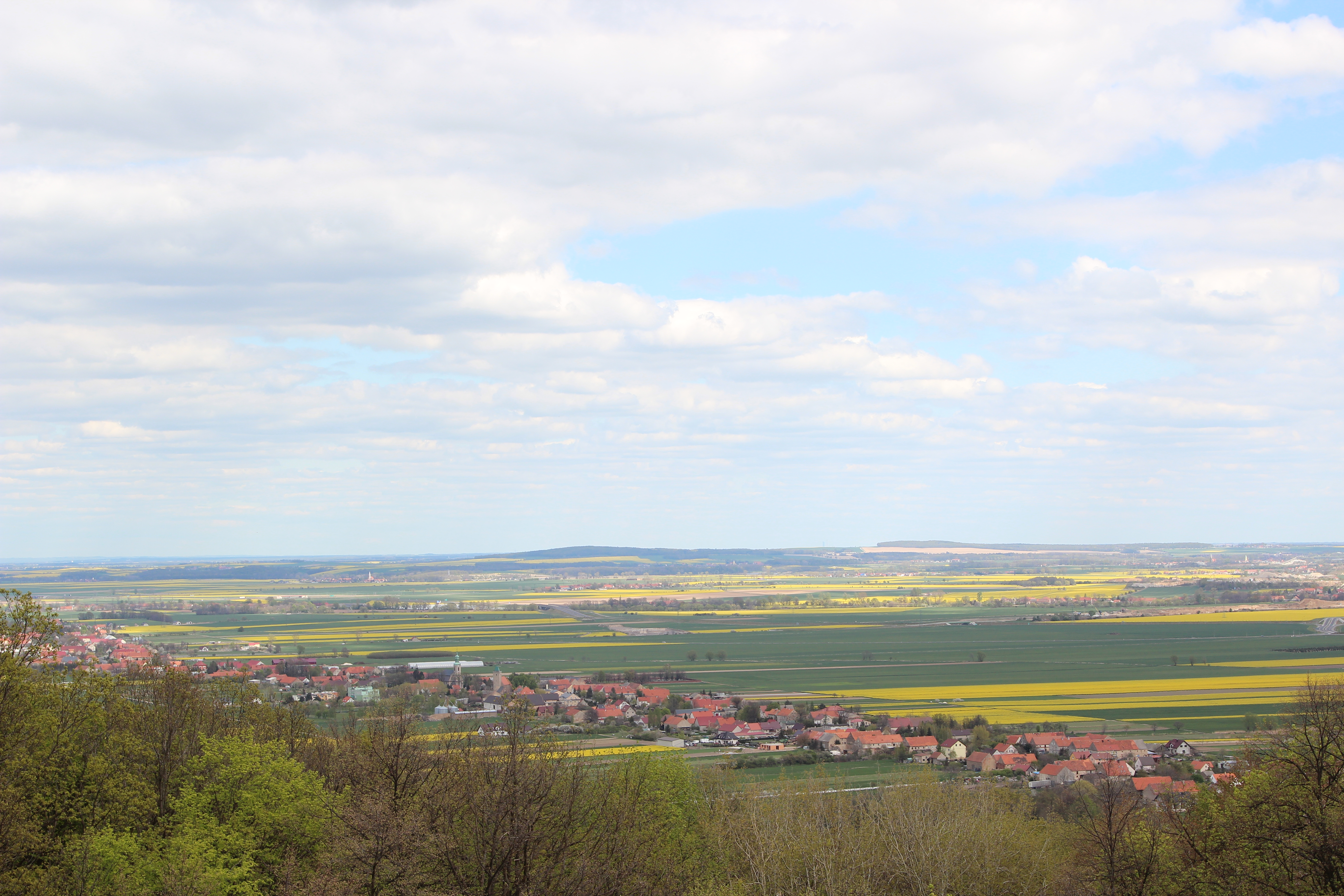
Paszowice

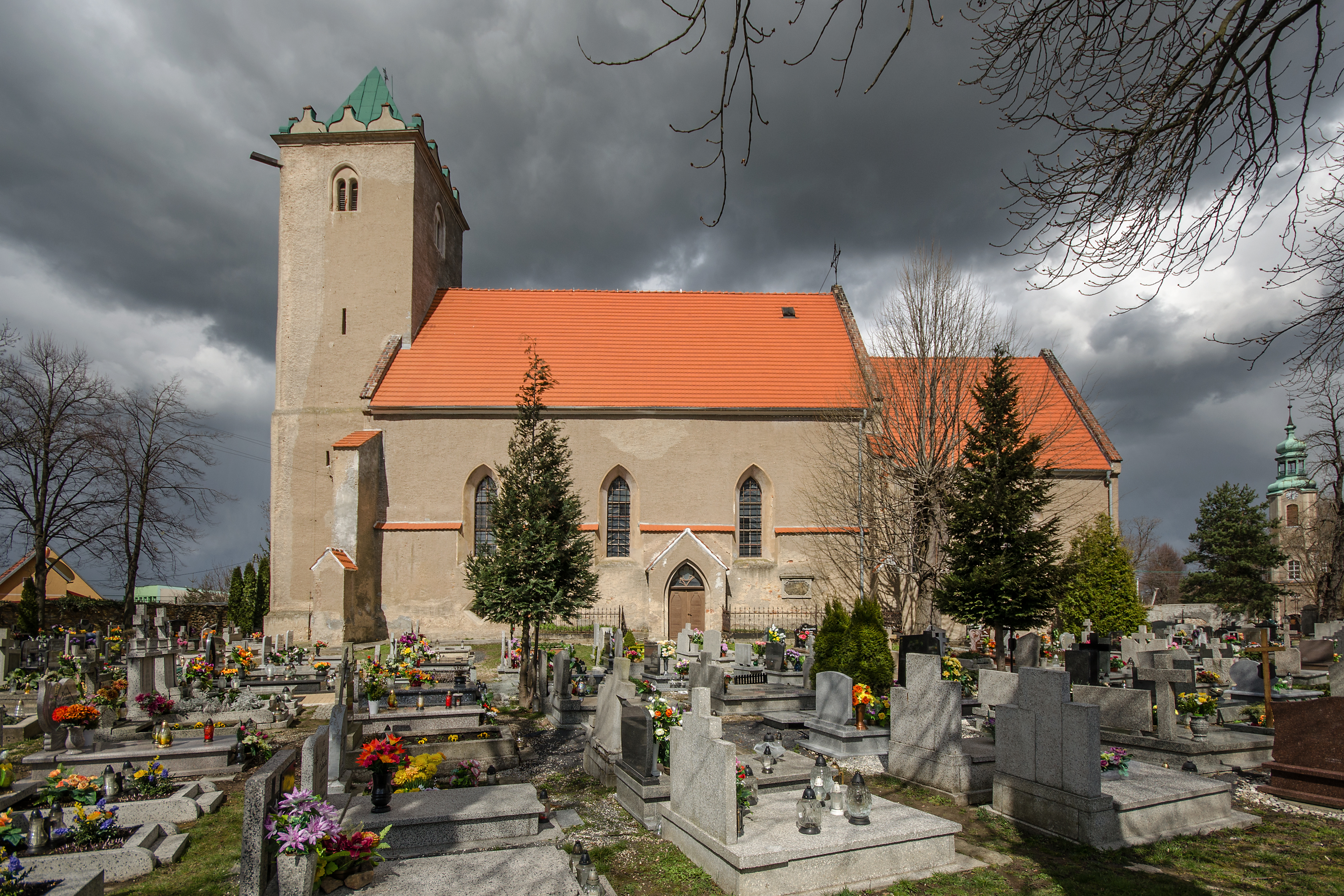
Kirche der Hl. Dreifaltigkeit

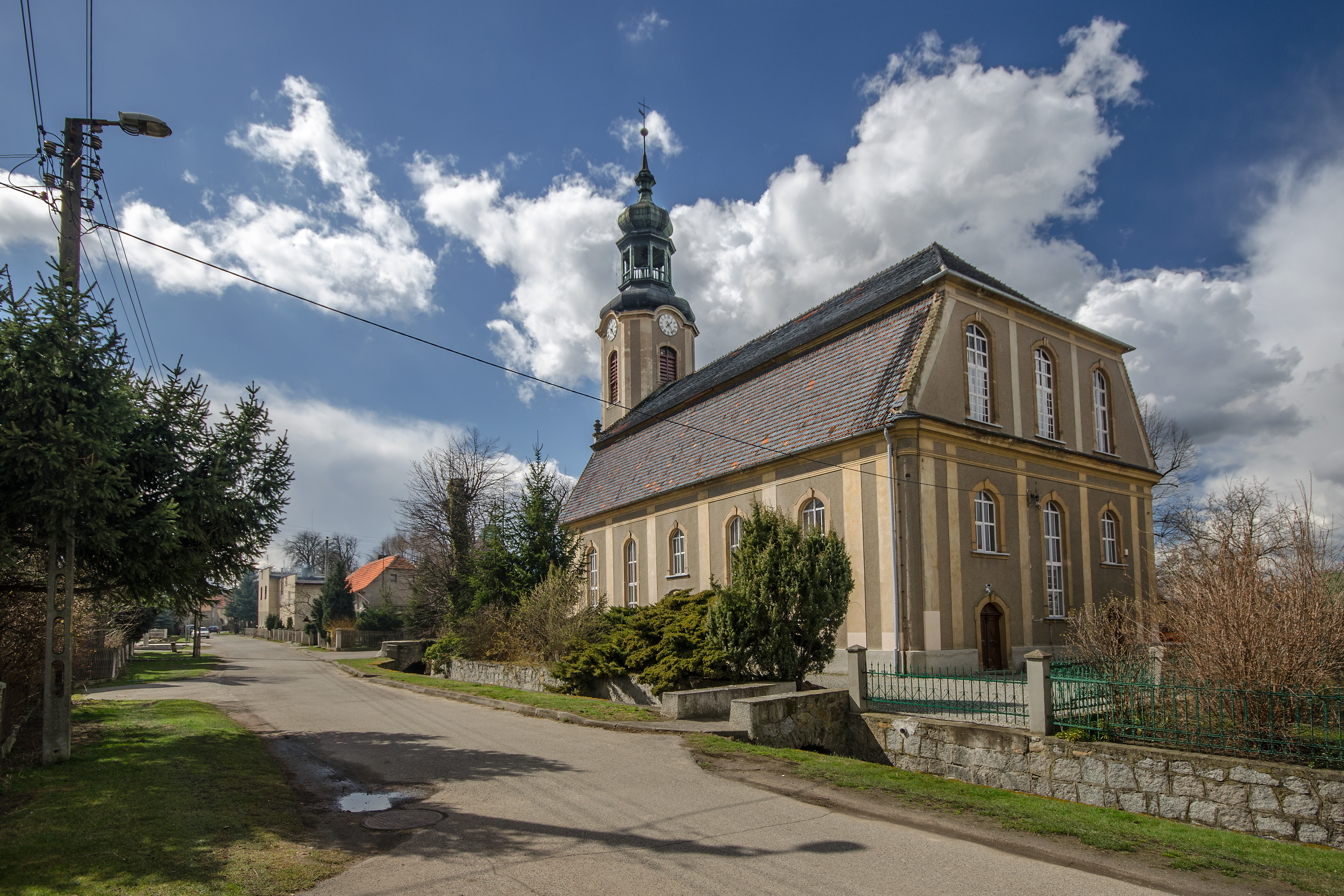
Ehemals evangelische Kirche

Paszowice (deutsch Poischwitz) ist ein Ort und Sitz der Landgemeinde Paszowice 4037 Einwohnern (Stand 31. Dezember 2020) im Powiat Jaworski der Woiwodschaft Niederschlesien in Polen. Er liegt südwestlich von Jawor (Jauer).

## Lage
Paszowice liegt ungefähr 6,5 Kilometer südwestlich von Jawor (Jauer) und 63 Kilometer westlich von Breslau. Nachbarorte sind Jakuszowa im Westen, Czernica im Osten und Kłonice (Klonitz) im Süden.

## Geschichte
1370 wurde der Ort als Poschewicz erwähnt. Der Name lässt auf eine slawische Gründung schließen, die im Zuge der Ostkolonisation durch deutsche Siedler neu erschlossen wurde. Das Dorf war früher in Nieder- und Ober-Poischwitz unterteilt. Nach dem Ersten Schlesischen Krieg fiel Poischwitz mit dem größten Teil Schlesiens 1741/42 an Preußen. Bis 1945 gehörte Poischwitz zum Landkreis Jauer.
Nach der Schlacht bei Bautzen am 20./21. Mai 1813 kam es durch die Vermittlung des österreichischen Kaisers Franz I. am 4. Juni 1813 in Poischwitz zu einem Waffenstillstand zwischen Frankreich und der Koalition. An den Verhandlungen war der schwedische Kronprinz Karl Johann nicht beteiligt, obwohl Schweden der Koalition gegen Napoleon angehörte. 1845 zählten die Anteile:
1. Nieder-Poischwitz Anteil eines Baron von Richthofen: 84 Häuser, ein herrschaftliches Schloss, ein Vorwerk, 554 Einwohner (davon elf katholisch), eine evangelische Pfarrkirche unter dem Patronat der Grundherrschaft, eingepfarrt: Ober- und Nieder-Poischwitz, drei evangelische Schulen, eine Brauerei, zwei Wirtshäuser, sechs Baumwollstühle und 22 andere Handwerker.
2. Nieder-Poischwitz Anteil eines Herrn Fischer: 18 Häuser, 103 Einwohner (davon 19 katholisch), evangelische Kirche zu Jauer, eine Windmühle, ein Wirtshaus und ein Schmied.
3. Ober-Poischwitz der Kämmerei Jauer: 240 Häuser, zwei Erbscholtiseien (Gebel und Herzog), ein Lehngut, 1434 Einwohner (davon 50 katholisch), evangelische Kirche zu Nieder-Poischwitz, eine katholische Majoratskirche (Adjunkt der Pfarrkirche in Jauer), eingepfarrt: Nieder- und Ober-Poischwitz, Klonitz und Siebenhufen, eine Wassermühle, eine Rossmühle, fünf Wirtshäuser, zehn Leinwebstühle, 48 Handwerker und zehn Händler.[2]

1874 wurde aus den Landgemeinden Klonitz, Nieder Poischwitz, Fischer-Anteil, Nieder-Poischwitz, Anteil Richthofen und Ober-Poischwitz und deren Gutsbezirke der Amtsbezirk Poischwitz gegründet.
Als Folge des Zweiten Weltkrieges fiel Poischwitz mit fast ganz Schlesien an Polen. Nachfolgend wurde es in Paszowice umbenannt. Die deutsche Bevölkerung wurde, sofern sie nicht schon vorher geflohen waren, vertrieben. Die neu angesiedelten Bewohner stammten teilweise aus Ostpolen, das an die Sowjetunion gefallen war. 1975–1998 gehörte Paszowice zur Woiwodschaft Legnica.

## Sehenswürdigkeiten
- Die vormals römisch-katholische Kirche der Heiligen Dreifaltigkeit, vor 1945 auch als St. Trinitatis bezeichnet, war eine Tochterkirche von Jauer. Das Gotteshaus stammt aus dem 13. Jahrhundert und wurde im 14. und 17. Jahrhundert umgebaut. Während der Reformation war sie von 1526 bis 1650 evangelisch. Der Chor mit zwei Jochen besitzt ein Kreuzgewölbe auf spätgotischen Rippen. Die Turmzinnen kamen erst später hinzu.[4]
- Die ehemals evangelisch-lutherische Pfarrkirche ist heute die neue römisch-katholische Pfarrkirche der Hl. Dreifaltigkeit. 1784 erhielt die evangelische Gemeinde die Erlaubnis zur Gründung einer eigenen Kirche. Die Grundsteinlegung fand am 1. April 1784 statt und die Einweihung am 5. Mai 1785. Mitte des 19. Jahrhunderts wurde die Kirche als massiv mit einem durchsichtigen Türmchen beschrieben.[5] Die ursprüngliche spätbarocke Ausstattung aus der Erbauungszeit des Bethauses blieb größtenteils erhalten. In den 1970er Jahren fand eine Restaurierung statt.
- Das Pfarrhaus aus der zweiten Hälfte 18. Jahrhundert wurde im 20. Jahrhundert umgebaut.

## Gemeinde
Zur Landgemeinde Paszowice gehören das Dorf selbst und 13 weitere Dörfer mit 11 Schulzenämtern.

## Persönlichkeiten
- Ignaz Peter Lüstner (1793–1873), Violinist und Dirigent
- Manfred Hamann (1926–1991), Historiker, Archivar und Herausgeber.